# 胡岳 (嘉靖進士)
胡岳（1491年—？年），字宗高，號北岡，江西饒州府鄱陽縣人，民籍。

## 生平
六月二十一日生，行七，治《易經》，由國子生中式嘉靖七年（1528年）戊子科江西鄉試第五十六名舉人，年四十二歲中式嘉靖十一年壬辰科會試第一百九十一名，第三甲第二百三十一名進士。觀吏部政，授工部主事，歷員外、郎中，出为桂林知府，止。

## 家族
曾祖胡景山，贈通議大夫刑部右侍郎；祖胡鼎和；父胡富；母陳氏；繼母李氏；呂氏。慈侍下，妻莊氏，弟胡岱（南京光祿寺署正），子胡立（生員）；胡彥（進士）。